# Gestapo
La Geheime Staatspolizei (trad.: Policia Secreta de l'Estat), coneguda amb l'acrònim Gestapo, va ser la policia secreta oficial de l'estat a l'Alemanya nazi i a l'Europa ocupada.
Va ser un aparell de policia criminal durant el període del Nacionalsocialisme (1933 - 1945) creat poc després de la presa de poder del partit nazi, l'any 1933. La força va ser creada per Hermann Göring el 1933 combinant les diverses agències de policia de seguretat de Prússia en una organització. El 20 d'abril de 1934, la supervisió de la Gestapo va passar al cap de les SS, Heinrich Himmler, que també va ser nomenat cap de la policia alemanya per Hitler el 1936. En lloc de ser exclusivament una agència estatal prussiana, la Gestapo es va convertir en una entitat nacional com a suboficina de la Sicherheitspolizei (SiPo; Policia de seguretat). Des del 27 de setembre de 1939, la Gestapo es va incorporar a l'Oficina Principal de Seguretat del Reich (RSHA). Es va conèixer com Amt (Dept) 4 de la RSHA i va ser considerada una organització germana de la Sicherheitsdienst (SD; Servei de seguretat).
En tant que era un instrument del govern nazi, posseïa grans poders en la lluita contra els opositors polítics, a conseqüència dels quals va ser declarada organització criminal als judicis de Nuremberg. La Gestapo era famosa pels seus mètodes brutals de tortura i d'investigació, utilitzats per forçar les declaracions durant els interrogatoris dels detinguts.
Fou dissolta el 7 de maig de 1945 per ordre del general Dwight D. Eisenhower.

## Història
El 30 de gener de 1933, el president del de la República de Weimar, Paul von Hindenburg, va nomenar canceller Adolf Hitler. Al seu torn, l'abril del mateix any, el flamant canceller va nomenar Hermann Göring —futur comandant de la Luftwaffe i l'home número dos del partit nazi— va ser nomenat ministre de l'Interior de Prússia. Això va donar a Göring el comandament de la força policial més gran d'Alemanya. Poc després, Göring va separar les seccions polítiques i d'intel·ligència de la policia i va omplir les seves files de nazis. El 26 d'abril de 1933, Göring va fusionar les dues unitats amb el nom de Geheime Staatspolizei, que va ser abreujada per un empleat de correus per obtenir un segell franc i es va conèixer com la "Gestapo". Originalment volia anomenar-la Oficina de Policia Secreta (Geheimes Polizeiamt), però les inicials alemanyes, "GPA", eren massa similars a les de la Direcció Política Estatal Soviètica (Gosudarstvennoye Politicheskoye Upravlenie, o GPU).
El 3 de març de 1933, una ordre ministerial prussiana havia anul·lat les restriccions de competències de la policia aplicables anteriorment. Aquest va ser el primer pas per acomiadar la Gestapo d'adherir-se a la llei. L'11 d'abril, Goering era també primer ministre prussià. Amb el seu decret de 26 d'abril de 1933, la policia secreta de Prússia va sortir de l'aparell de la policia i va formar l'Oficina de Policia de l'Estat Secret (Gestapa), que estava subordinada directament al ministre prussià de l'interior, Hermann Göring i tenia la posició d'un departament de policia estatal. Diels va dir una vegada sobre la designació de Gestapa / Gestapo, que havia estat una invenció independent del Reichspost, que havia abreujat el nom llarg de l'oficina de forma arbitrària i va proporcionar el Laufstempel utilitzat. Amb la segona llei de la Gestapo del 30 de novembre de 1933, la Gestapo era una branca completament independent de l'administració interna, que estava directament subordinada al primer ministre (Göring). Per decret del 9 de març de 1934, Göring va transferir el cap suprem de la policia estatal des de l'oficina del ministre d'Interior prussià al càrrec de primer ministre de Prússia, abans d'efectuar l'1 de maig de 1934 Wilhelm Frick també es va convertir en ministre prussià de l'Interior.

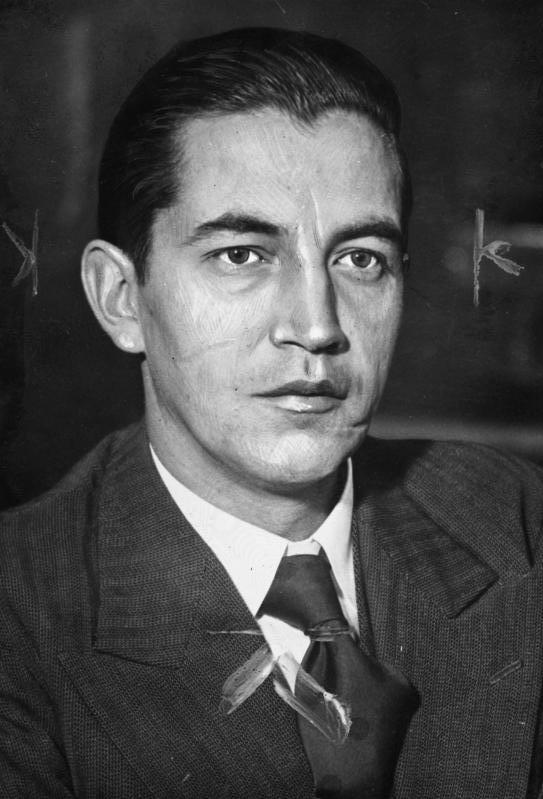
Rudolf Diels, primer comandant de la Gestapo; 1933–1934

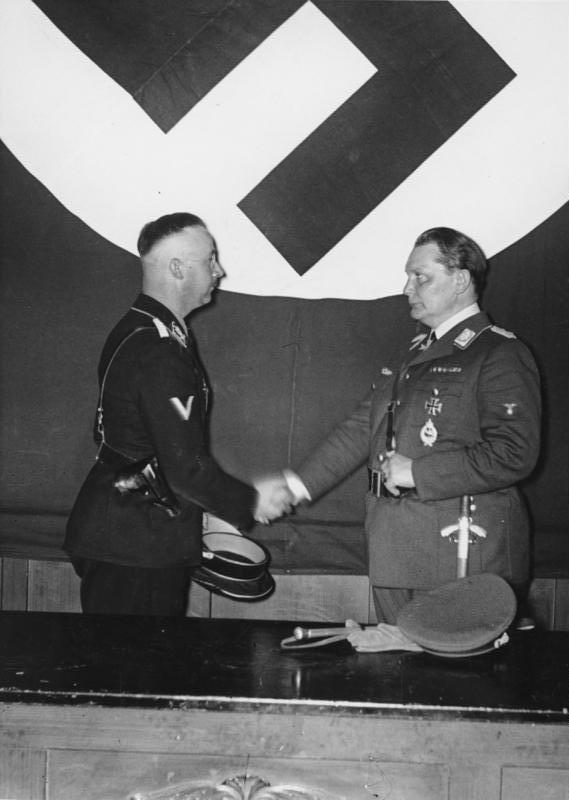
Heinrich Himmler i Hermann Göring a la reunió per lliurar formalment el control de la Gestapo (Berlín, 1934).

El primer comandant de la Gestapo va ser Rudolf Diels, un protegit de Göring. Diels va ser nomenat amb el títol de cap d'Abteilung Ia (Departament 1a) de la Policia Secreta de Prússia. Diels va ser conegut sobretot com l'interrogador principal de Marinus van der Lubbe després de l'incendi del Reichstag. A finals de 1933, el ministre de l'Interior del Reich, Wilhelm Frick, va voler integrar totes les forces policials dels estats alemanys sota el seu control. Göring el va superar en retirar els departaments polítics i d'intel·ligència prussians del ministeri de l'interior de l'Estat. Göring es va fer càrrec de la Gestapo el 1934 i va instar Hitler a estendre l'autoritat de l'agència a tota Alemanya. Això representava un allunyament radical de la tradició alemanya, que sostenia que l'aplicació de la llei era (majoritàriament) una qüestió terrestre (estatal) i local. En això, va entrar en conflicte amb el cap de les Schutzstaffel (SS), Heinrich Himmler, que era el cap de policia del segon estat alemany més poderós, Baviera. Frick no tenia el poder polític per assumir Göring tot sol, de manera que es va aliar amb Himmler. Amb el suport de Frick, Himmler (empès per la seva mà dreta, Reinhard Heydrich) es va fer càrrec de la policia política d'estat rere estat. Aviat només quedà Prússia.
Preocupat pel fet que Diels no fos prou despietat per contrarestar eficaçment el poder de la Sturmabteilung (SA), Göring el va destituir l'1 d'abril de 1934 i va lliurar el control de la Gestapo a Himmler el 20 d'abril de 1934. També en aquesta data, Hitler va nomenar Himmler cap de tota la policia alemanya de fora Prússia. Heydrich, nomenat cap de la Gestapo per Himmler el 22 d'abril de 1934, també va continuar com a cap del Servei de Seguretat SS (Sicherheitsdienst}}; SD). Himmler i Heydrich van començar immediatament a instal·lar el seu propi personal en llocs selectes, alguns dels quals eren directament de la Policia Política de Baviera, com Heinrich Müller, Franz Josef Huber i Josef Meisinger. Molts dels empleats de la Gestapo a les oficines recentment establertes eren joves i amb una alta formació en una àmplia varietat d'àmbits acadèmics i, a més, representaven una nova generació d'adherents nacionalsocialistes, treballadors, eficients i preparats per dur a l'estat nazi avança mitjançant la persecució dels seus oponents polítics.
A la primavera de 1934, les SS de Himmler controlaven la SD i la Gestapo, però per a ell encara hi havia un problema, ja que tècnicament la SS (i la Gestapo per representació) estava subordinada a la SA, que estava sota el comandament d'Ernst Röhm. Himmler volia alliberar-se completament de Röhm, a qui considerava com un obstacle. La posició de Röhm era amenaçadora ja que més de 4,5 milions d'homes van caure sota el seu comandament una vegada que les milícies i les organitzacions de veterans van ser absorbides per la SA, fet que va alimentar les aspiracions de Röhm; el seu somni de fusionar la SA i el Reichswehr era minar les relacions de Hitler amb el lideratge de les forces armades alemanyes. Diversos caps nazis, entre ells Göring, Joseph Goebbels, Rudolf Hess i Himmler, van començar una campanya concertada per convèncer Hitler de prendre mesures contra Röhm. Tant la SD com la Gestapo van donar a conèixer informació sobre un imminent cop de puny de la SA. Un cop convençut, Hitler va actuar posant en acció les SS de Himmler, que després van procedir a l'assassinat de més de 100 antagonistes identificats per Hitler. La Gestapo va proporcionar la informació que implicava la SA i, finalment, va permetre a Himmler i Heydrich emancipar-se completament de l'organització. Per a la Gestapo, els propers dos anys posteriors a la Nit dels ganivets llargs, un terme que descriu el colp contra Röhm i la SA, es caracteritzava per "una disputa política entre bastidors sobre la policia". De manera organitzativa i tècnica, va ser fortament influïda per Werner Best, adjunt d'Heydrich. Goering encara va intentar recuperar la Gestapo sota el seu control a Prússia, però el dia 20 de novembre de 1934, Himmler es va veure obligat a transmetre els afers de tota la policia estatal secreta prusiana. Göring es va concentrar a ampliar la Luftwaffe

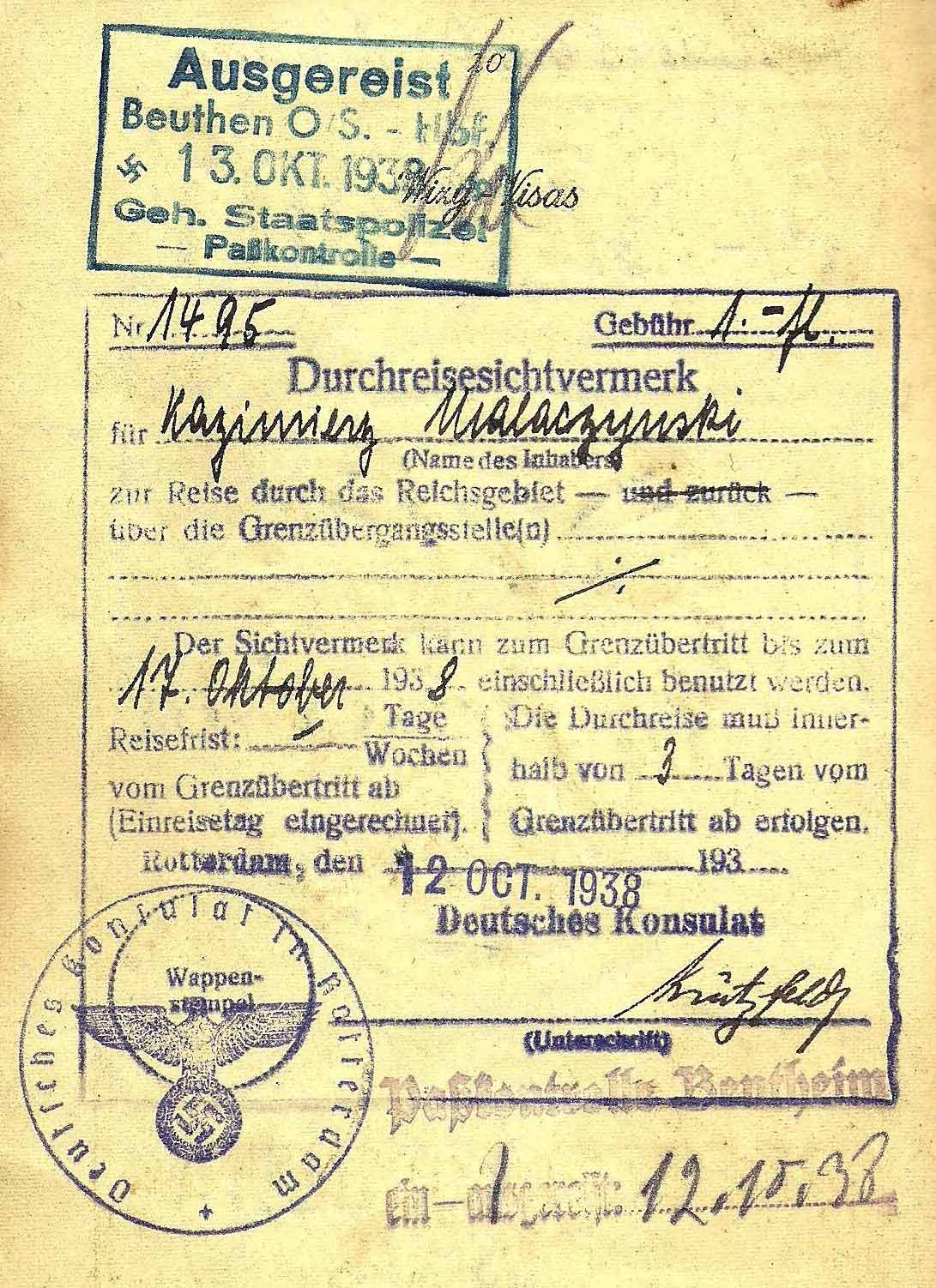
Segell d'inspecció fronterera de la Gestapo de 1938 aplicat en sortir d'Alemanya.

El 17 de juny de 1936, Hitler va decretar la unificació de totes les forces policials a Alemanya i va nomenar Himmler com a cap de la policia alemanya. Aquesta acció va fusionar efectivament la policia amb les SS i la va eliminar del control de Frick. Himmler estava nominalment subordinat a Frick com a cap de policia, però com a Reichsführer-SS, només responia a Hitler. Aquest moviment també va donar a Himmler el control operatiu de tota la força detectiva alemanya. La Gestapo es va convertir en una agència estatal nacional. Himmler també va guanyar autoritat sobre totes les agències de policia uniformades d'Alemanya, que es van fusionar amb el nou Ordnungspolizei (Orpo; Policia de l'Ordre), que es va convertir en una agència nacional sota el comandament del general de les SS Kurt Daluege. Poc després, Himmler va crear la Kriminalpolizei (Kripo; Policia Criminal), fusionant-la amb la Gestapo en la Sicherheitspolizei (SiPo; Policia de seguretat), sota el comandament de Heydrich. Heinrich Müller era en aquell moment el cap d'operacions de la Gestapo. responent només davant Heydrich; Heydrich responia només a Himmler i Himmler només a Hitler.
La Gestapo tenia l'autoritat per investigar casos de traïció, espionatge, sabotatge i atacs criminals contra el partit nazi i Alemanya. La llei bàsica de la Gestapo aprovada pel govern el 1936 donava carta blanca a la Gestapo per operar sense control judicial, en efecte, situant-la per sobre de la llei.. La Gestapo estava eximida específicament de la responsabilitat als tribunals administratius, on els ciutadans normalment podien demandar a l'Estat perquè s'ajustés a les lleis. El jurista nazi, Dr. Werner Best, cap d'assumptes legals a la Gestapo, va declarar:
"Mentre la policia compleixi la voluntat de la direcció, actua legalment".La Gestapo va ser específicament exclosa de poder ser jutjada per corts administratives, en les quals normalment els ciutadans podien demandar l'Estat perquè complís les lleis. El poder de la Gestapo que més li permetia de cometre abusos era la Schutzhaft o "detenció protectiva" un eufemisme per a designar els empresonaments arbitraris sense procediments legals, normalment en camps de concentració. La persona empresonada fins i tot havia de signar el seu propi «Schutzhaftbefehl» (el document en què declarava el seu desig de ser empresonat). Normalment això s'aconseguia sotmetent-la a tortura.
El 27 de setembre de 1939, les agències de seguretat i policia de l'Alemanya nazi —excepte la policia de l'ordre— es van consolidar a l'Oficina principal de seguretat del Reich (RSHA), dirigida per Heydrich. La Gestapo es va convertir en Amt IV (Departament IV) de RSHA i Müller es va convertir en el cap de la Gestapo, amb Heydrich com el seu superior immediat. Després de l'assassinat de Heydrich el 1942, Himmler va assumir el lideratge de la RSHA fins al gener de 1943, quan Ernst Kaltenbrunner va ser nomenat cap. Müller va continuar sent el cap de la Gestapo. El seu subordinat directe Adolf Eichmann va dirigir l'Oficina de Reassentament de la Gestapo i després l'Oficina d'Afers Jueus (Referat IV B4 o Subdepartament IV, secció B4). Durant l'Holocaust, el departament d'Eichmann dins de la Gestapo va coordinar la deportació massiva de jueus europeus als camps d'extermini dels nazis.
El poder de la Gestapo incloïa l'ús del que s'anomenava Schutzhaft - "custòdia protectora", un eufemisme del poder d'empresonar persones sense procediments judicials. Una cosa estranya del sistema era que el pres havia de signar el seu propi Schutzhaftbefehl , una ordre que declarava que la persona havia sol·licitat la presó, presumiblement per por a danys personals. A més, els presos polítics de tota Alemanya —i a partir de 1941, a tots els territoris ocupats segons el Decret de Nit i Boira (alemany: Nacht und Nebel) - van desaparèixer simplement mentre estaven sota custòdia de la Gestapo. Fins al 30 d'abril de 1944, almenys 6.639 persones van ser arrestades sota les ordres de Nacht und Nebel. No obstant això, no es coneix el nombre total de persones que van desaparèixer arran d'aquest decret.

## Contraintel·ligència
El govern polonès a l'exili a Londres durant la Segona Guerra Mundial va rebre informació militar sensible sobre l'Alemanya nazi d'agents i informants de tot Europa. Després que Alemanya hagués conquerit Polònia a la tardor de 1939, els funcionaris de la Gestapo van creure que havien neutralitzat les activitats d'intel·ligència poloneses. Tanmateix, certa informació polonesa sobre el moviment de la policia alemanya i de les unitats SS cap a l'est durant la invasió alemanya de la Unió Soviètica a la tardor de 1941 era similar a la informació que la intel·ligència britànica va obtenir secretament mitjançant la interceptació i descodificació de missatges de la policia alemanya i SS enviats per radiotelegrafia.
El 1942, la Gestapo va descobrir una memòria cau de documents d'intel·ligència polonesos a Praga i es va sorprendre al veure que agents i informants polonesos havien recopilat informació militar detallada i l'havien portat a Londres, passant per Budapest i Istanbul. Els polonesos van identificar i fer un seguiment de trens militars alemanys cap al front oriental i van identificar quatre batallons de la Policia de l'Ordre enviats a les zones ocupades de la Unió Soviètica a l'octubre de 1941 que van dedicar-se a crims de guerra i assassinats massius.
Els agents polonesos també van reunir informació detallada sobre la moral dels soldats alemanys a l'est. Després de descobrir una mostra de la informació que havien informat els polonesos, els responsables de la Gestapo van concloure que l'activitat d'intel·ligència polonesa representava un perill molt greu per a Alemanya. Fins al 6 de juny de 1944, Heinrich Müller, preocupat per la filtració d'informació als aliats, va crear una unitat especial anomenada Sonderkommando Jerzy que estava destinada a arrelar la xarxa d'intel·ligència polonesa a l'oest i sud-oest d'Europa.
A Àustria, hi havia grups encara fidels als Habsburg, que a diferència de la majoria del gran Reich alemany, restaven decidits a resistir els nazis. Aquests grups es van convertir en un focus especial de la Gestapo a causa dels seus objectius insurreccionistes —l'enderrocament del règim nazi, el restabliment d'una Àustria independent sota el lideratge dels Habsburg— i l'odi que Hitler va fer de la família dels Habsburg. Hitler va rebutjar amb vehemència els principis pluralistes dels Habsburg de segles antics de "viure i deixar viure" pel que fa a grups ètnics, pobles, minories, religions, cultures i llengües. El pla del lleialista dels Habsburg Karl Burian (que fou executat més tard) de fer explotar la seu de la Gestapo a Viena va representar un intent únic d'actuar agressivament contra la Gestapo. El grup de Burian també havia establert un servei de missatgeria secret a Otto von Habsburg a Bèlgica. Els individus dels grups de resistència austríacs liderats per Heinrich Maier també van aconseguir transmetre els plans i la ubicació de les instal·lacions de producció de coets V-1, V-2, tancs Tiger i avions (Messerschmitt Bf 109, Messerschmitt Me 163 Komet, etc.) als aliats. El grup Maier va informar molt aviat sobre l'assassinat massiu de jueus. El grup de resistència, descobert més tard per la Gestapo a causa d'un agent doble de l'Abwehr, estava en contacte amb Allen Dulles, el cap de l'Oficina de Serveis Estratègics dels Estats Units a Suïssa. Tot i que Maier i els altres membres del grup van ser severament torturats, la Gestapo no va aconseguir descobrir la implicació essencial del grup de resistència en les operacions Ballesta i Hidra.

## Supressió de la resistència i persecució
Al començament de l'existència del règim, es van adoptar mesures dures per als opositors polítics i aquells que resistien la doctrina nazi, com ara els membres del Partit Comunista d'Alemanya (KPD); un paper que va exercir originalment la SA fins que la SD i la Gestapo van minar la seva influència i van prendre el control de la seguretat del Reich. Com que la Gestapo semblava omniscient i omnipotent, l'atmosfera de por que van crear va provocar una sobrevaloració del seu abast i força; una avaluació errònia que va dificultar l'eficàcia operativa de les organitzacions de resistència subterrànies.

### Sindicats
Poc després que els nazis arribessin al poder, van decidir dissoldre les 28 federacions de la Confederació General Sindical Alemanya, perquè Hitler —després de constatar el seu èxit a les eleccions del comitè d'empresa— pretenia consolidar tots els treballadors alemanys sota l'administració del govern nazi, una decisió va fer el 7 d'abril de 1933. Com a prefaci d'aquesta acció, Hitler va decretar l'1 de maig com a Dia Nacional del Treball per celebrar els treballadors alemanys, una acció que els dirigents sindicals van donar la benvinguda. Amb les banderes sindicals onejades, Hitler va pronunciar un discurs despert als 1,5 milions de persones reunides al Tempelhofer Feld de Berlín que es va emetre a nivell nacional, durant el qual va enaltir el renaixement de la nació i la solidaritat de la classe treballadora. L'endemà, els oficials de la Gestapo acabats de formar, que havien estat a l'ombra d'uns 58 líders sindicals, els van arrestar allà on els podien trobar, molts a casa seva. Mentrestant, la SA i la policia van ocupar les seus sindicals, van detenir funcionaris, van confiscar els seus béns i béns; tot pel seu disseny per ser substituït el 12 de maig pel Front Laboral Alemany (DAF), una organització nazi situada sota el lideratge de Robert Ley. Per la seva banda, aquesta era la primera vegada que la Gestapo operava amb el seu nou nom des de la seva fundació el 26 d'abril de 1933 a Prússia.

### Dissidència religiosa
Moltes parts d'Alemanya (on existia la dissidència religiosa després de la presa del poder nazi) van experimentar una ràpida transformació; un canvi tal com va assenyalar la Gestapo a ciutats conservadores com Würzburg, on la gent va accedir al règim mitjançant allotjament, col·laboració o simple compliment. L'augment de les objeccions religioses a les polítiques nazis va fer que la Gestapo vigilés detingudament les organitzacions de l'església. En la seva major part, els membres de l'església no van oferir resistència política, sinó que simplement volien assegurar-se que la doctrina organitzativa es mantingués intacta.
Tanmateix, el règim nazi va intentar suprimir qualsevol font d'ideologia que no fos la seva, i es va proposar embussar o aixafar les esglésies de l'anomenat Kirchenkampf. Quan els líders de l'Església (clergat ) van expressar la seva desacord sobre el programa d'eutanàsia i les polítiques racials nazis, Hitler va deixar entendre que els considerava "traïdors del poble" i va arribar a anomenar-los "els destructors d'Alemanya". L'extrem antisemitisme i les heretgies neo-paganes dels nazis van provocar que alguns cristians resistissin totalment, i el papa Pius XI va emetre l'encíclica Mit Brennender Sorge denunciant el nazisme i advertint els catòlics que no s'uneixin o donin suport al partit. Alguns pastors, com el clergue protestant Dietrich Bonhoeffer, van pagar la seva oposició amb la seva vida.
En un esforç per contrarestar la força i la influència de la resistència espiritual, els registres nazis revelen que el Referat B1 de la Gestapo supervisava molt de prop les activitats dels bisbes, donant instruccions que s'establissin agents a totes les diòcesis, que s'haurien d'obtenir els informes dels bisbes al Vaticà i que calia conèixer les àrees d'activitat dels bisbes. Els degans havien de ser objectius com els "ulls i orelles dels bisbes" i una "vasta xarxa" establerta per supervisar les activitats del clergat ordinari: "La importància d'aquest enemic és tal que els inspectors de la policia de seguretat i del servei de seguretat faran que aquest grup de persones i les seves qüestions són una preocupació especial".
A Dachau: The Official History 1933–1945, Paul Berben va escriure que el clergat era vigilat de prop, i freqüentment denunciava, arrestava i enviava als camps de concentració: "Un sacerdot va ser empresonat a Dachau per haver declarat que també hi havia gent bona a Anglaterra; un altre va patir el mateix destí per advertir una noia que volia casar-se amb un home de les SS després d'abjurar la fe catòlica; un altre perquè va fer un servei per a un comunista mort ". Altres van ser arrestats simplement perquè eren "sospitosos d'activitats hostils a l'Estat" o que hi havia motius per "suposar que els seus tractes podrien perjudicar la societat". Més de 2.700 catòlics, protestants i ortodoxos els clergues van ser empresonats només a Dachau. Després que Heydrich (que era fermament anticatòlic i anticristià) fos assassinat a Praga, el seu successor, Ernst Kaltenbrunner, va relaxar algunes de les polítiques i després va dissoldre el Departament IVB (oponents religiosos) de la Gestapo.

### Homosexualitat
La violència i la detenció no es limitaven a la dels partits polítics oposats, la pertinença a sindicats o aquells amb opinions religioses discrepants, sinó també l'homosexualitat. Va ser vist negativament per Hitler. Els homosexuals eren considerats corresponentment una amenaça per a la Volksgemeinschaft (comunitat nacional) . Des de la pujada dels nazis al poder nacional el 1933, el nombre de veredictes judicials contra homosexuals va augmentar constantment i només va disminuir un cop va començar la Segona Guerra Mundial. El 1934, es va crear una oficina especial de la Gestapo a Berlín per tractar l'homosexualitat.
Malgrat que l'homosexualitat masculina es considera un perill més gran per a la "supervivència nacional", el lesbianisme també es considerava inacceptable, considerat un inconformisme de gènere, i es poden trobar diversos informes individuals sobre lesbianes als fitxers de la Gestapo. Entre 1933 i 1935, uns 4.000 homes van ser arrestats; entre 1936 i 1939, altres 30.000 homes van ser condemnats. Si els homosexuals van mostrar signes de simpatia als enemics racials identificats pels nazis, es consideraven un perill encara més gran. Segons els arxius del cas Gestapo, la majoria dels arrestats per homosexualitat eren homes d'entre divuit i vint-i-cinc anys d'edat.

### Oposició estudiantil
Entre juny de 1942 i març de 1943, les protestes estudiantils demanaven la fi del règim nazi. Aquests van incloure la resistència no violenta de Hans i Sophie Scholl, dos líders del grup estudiantil de la Rosa Blanca. No obstant això, els grups de resistència i aquells que estaven en oposició moral o política als nazis van quedar estancats per la por a les represàlies de la Gestapo. Tements d'un enderrocament intern, les forces de la Gestapo es van desencadenar contra l'oposició. Grups com la Rosa Blanca i altres, com els pirates Edelweiss i els joves Swing es van posar sota estricta observació de la Gestapo. Alguns participants van ser enviats als camps de concentració. Els principals membres del grup més famós d'aquests grups, la Rosa Blanca, van ser arrestats per la policia i lliurats a la Gestapo. Per a diversos líders, el seu càstig va ser la mort. Durant els primers cinc mesos de 1943, la Gestapo va arrestar a milers sospitosos d'activitats de resistència i va dur a terme nombroses execucions. Líders de l'oposició estudiant van ser executats a finals de febrer, i una organització d'oposició major, el Cercle Oster, va ser destruït a l'abril de 1943. Els esforços per resistir el règim nazi va ascendir a molt poc i només tenia possibilitats d'èxit de menor importància, sobretot des de l'ampli percentatge del poble alemany no va donar suport a aquestes accions.

### Oposició general i conspiració militar
Entre 1934 i 1938, van començar a sorgir opositors al règim nazi i els seus companys de viatge. Entre els primers a manifestar-se hi va haver discrepants religiosos, però van seguir educadors, homes de negocis aristocràtics, treballadors d'oficines, professors i altres de gairebé tots els àmbits de la vida. La majoria de la gent va saber ràpidament que l'oposició oberta era perillosa ja que els informants i agents de la Gestapo eren generalitzats. Tot i això, un nombre important d'ells encara treballava contra el govern nacionalsocialista.
Durant el maig de 1935, la Gestapo es va trencar i va arrestar membres del "cercle Markwitz", un grup d'antics socialistes en contacte amb Otto Strasser, que va buscar la caiguda de Hitler. Des de mitjans de la dècada de 1930 fins a principis de la dècada de 1940, diversos grups formats per comunistes, idealistes, treballadors i organitzacions d'oposició conservadores d'extrema dreta van lluitar secretament contra el govern de Hitler, i diversos d'ells van fomentar complots que incloïen l'assassinat de Hitler. Gairebé tots, inclosos: el grup Römer, el grup Robby, el cercle Solf, el Schwarze Reichswehr, el partit de la classe mitjana radical, el Jungdeutscher Orden, el front de Schwarze i Stahlhelmvan ser descoberts o infiltrats per la Gestapo. Això va provocar les corresponents detencions, enviant-se als camps de concentració i executant-les.
Un dels mètodes emprats per la Gestapo per lluitar contra aquestes faccions de resistència va ser la "detenció protectora" que va facilitar el procés per expedir els dissidents als camps de concentració i contra els quals no hi havia defensa legal.

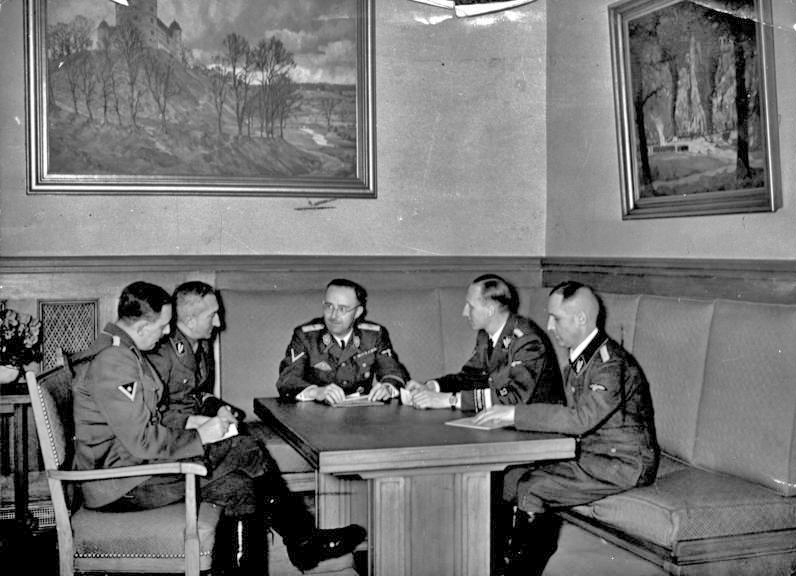
Fotografia de 1939: es mostren d'esquerra a Franz Josef Huber, Arthur Nebe, Heinrich Himmler, Reinhard Heydrich i Heinrich Müller planejant la investigació de l'intent d'assassinat de bomba contra Adolf Hitler el 8 de novembre de 1939 a Munic.

Els primers esforços per resistir els nazis amb ajuda de l'estranger es van veure dificultats quan els pacients de l'oposició davant els aliats occidentals no van tenir èxit. Això va ser en part a causa de l'incident de Venlo del 9 de novembre de 1939, en què agents de la SD i de la Gestapo, fent-se passar per antinazis als Països Baixos, van segrestar dos oficials del Servei d'Intel·ligència Secret (SIS) britànic després d'haver-los atret a una reunió per discutir els termes de pau. Això va provocar que Winston Churchill prohibís qualsevol altre contacte amb l'oposició alemanya. Més tard, els britànics i els nord-americans no van voler tractar amb els antinazis perquè tenien por que la Unió Soviètica cregués que intentaven fer tractes a l'esquena.
L'oposició alemanya es trobava en una posició poc envejable a finals de primavera i principis d'estiu de 1943. D'una banda, era gairebé impossible per a ells enderrocar Hitler i el partit; de l'altra, la demanda aliada d'una rendició incondicional no va suposar cap oportunitat per a una pau de compromís, cosa que va deixar als aristòcrates militars i conservadors que s'oposaven al règim cap altra opció (als seus ulls) que continuar la lluita militar. Malgrat el temor de la Gestapo després de detencions massives i execucions a la primavera, l'oposició encara va tramar i planificar. Un dels esquemes més famosos, l'Operació Valquíria, va implicar diversos alts oficials alemanys i va ser dut a terme pel coronel Claus Schenk Graf von Stauffenberg. En un intent d'assassinar Hitler, Stauffenberg va plantar una bomba sota una taula de conferències a l'interior de la seu del camp deL Cau del Llop. Conegut com el complot del 20 de juliol, aquest intent d'assassinat va fracassar i Hitler només va resultar ferit lleu. Els informes indiquen que la Gestapo va ser capturada desconeixent aquesta trama, ja que no disposava de proteccions suficients als llocs adequats ni va prendre cap mesura preventiva. Stauffenberg i el seu grup van ser afusellats el 21 de juliol de 1944; mentrestant, els seus conspiradors van ser arrodonits per la Gestapo i enviats a un camp de concentració. Posteriorment, hi va haver un judici demostratiu supervisat per Roland Freisler, seguit de la seva execució.
Alguns alemanys estaven convençuts que era el seu deure aplicar tots els expedients possibles per acabar la guerra el més ràpidament possible. Els membres de la direcció de l'Abwehr (intel·ligència militar) van dur a terme esforços de sabotatge, ja que reclutaven persones conegudes per oposar-se al règim nazi. La Gestapo va reprimir sense pietat els dissidents a Alemanya, tal com van fer a tot arreu. L'oposició es va fer més difícil. Les detencions, les tortures i les execucions eren habituals. El terror contra els "enemics de l'Estat" s'havia convertit en una forma de vida fins a tal punt que la presència i els mètodes de la Gestapo es van acabar normalitzant en la ment de les persones que vivien a l'Alemanya nazi.

## Organització

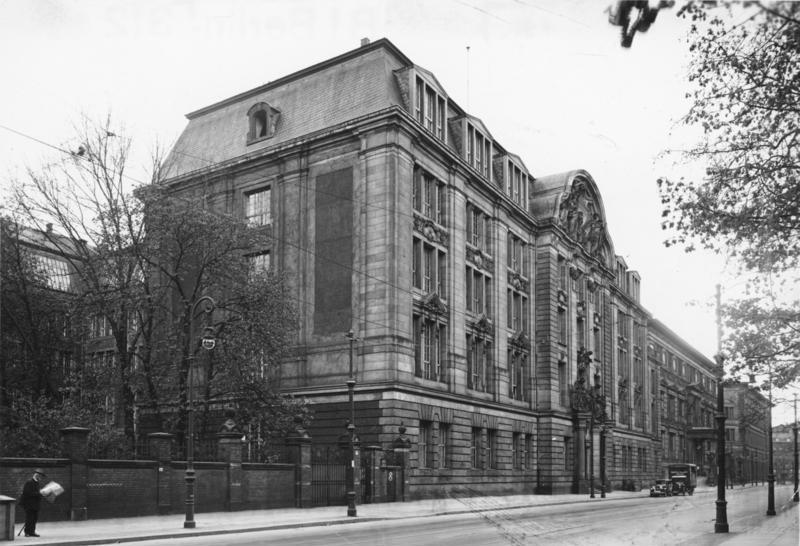
Seu de la Gestapo al carrer Prinz Albrecht 8 de Berlín (1933)

El gener de 1933, Hermann Göring, ministre sense cartera de Hitler, va ser nomenat cap de la policia prussiana i va començar a omplir les unitats polítiques i d'intel·ligència de la policia secreta prussiana de membres del partit nazi. Un any després de la creació de les organitzacions, Göring va escriure en una publicació britànica sobre haver creat l'organització per iniciativa pròpia i com era el "principal responsable" de l'eliminació de l'amenaça marxista i comunista per a Alemanya i Prússia. Descrivint les activitats de l'organització, Göring es va vantar de la crueltat absoluta necessària per a la recuperació d'Alemanya, l'establiment de camps de concentració amb aquest propòsit i fins i tot va afirmar que es van cometre excessos al principi, explicant com es produïen les pallisses aquí i allà. El 26 d'abril de 1933, va reorganitzar l'Amt III de la força com la Gestapa (més coneguda pel "sobriquet" Gestapo), una policia secreta de l'Estat destinada a servir la causa nazi. Menys de dues setmanes més tard, a principis de maig de 1933, la Gestapo es va traslladar a la seva seu de Berlín a la Prinz-Albrecht-Straße 8.
Com a resultat de la seva fusió de 1936 amb la Kripo (policia criminal nacional) per formar subunitats de la Sicherheitspolizei (SiPo; policia de seguretat), la Gestapo es va classificar oficialment com a agència governamental. El nomenament posterior de Himmler a Chef der Deutschen Polizei (cap de la policia alemanya) i l'estatus de Reichsführer-SS el van fer independent del control nominal del ministre de l'Interior Wilhelm Frick.
El SiPo es va posar sota el comandament directe de Reinhard Heydrich, que ja era el cap del servei d'intel·ligència del partit nazi, el Sicherheitsdienst (SD). La idea era identificar i integrar completament l'agència del partit (SD) amb l'agència estatal (SiPo). La majoria dels membres del SiPo es van unir a les SS i van ocupar un rang en ambdues organitzacions. No obstant això, a la pràctica hi va haver una superposició jurisdiccional i un conflicte operatiu entre la SD i la Gestapo.

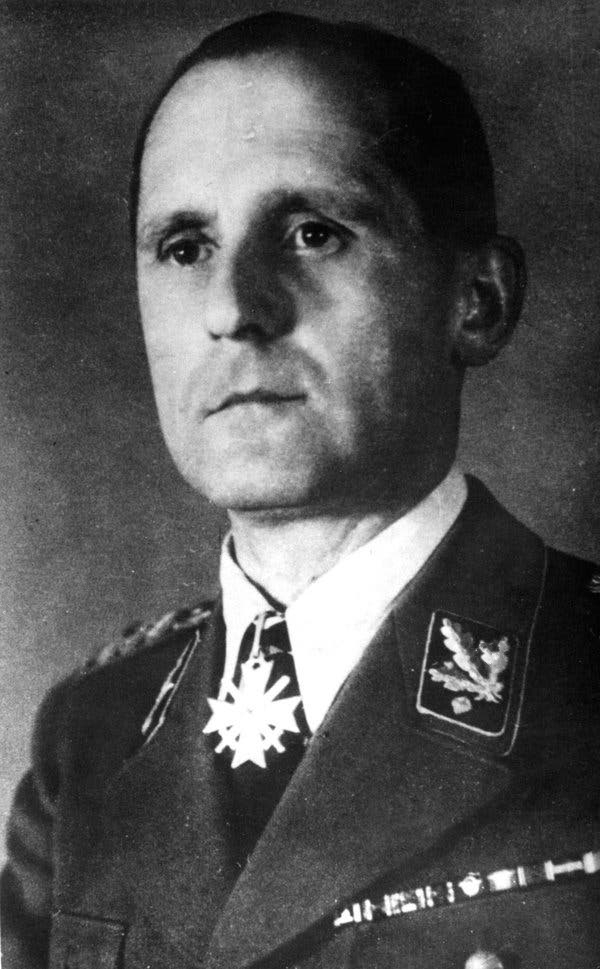
Heinrich Müller, cap de la Gestapo; 1939–1945

El setembre de 1939, el SiPo i SD es van fusionar amb la recentment creada Reichssicherheitshauptamt (RSHA; Oficina principal de seguretat del Reich). Tant la Gestapo com Kripo es van convertir en departaments diferents dins de la RSHA. Tot i que la Sicherheitspolizei es va dissoldre oficialment, el terme SiPo va ser utilitzat figurativament per descriure qualsevol personal de la RSHA durant la resta de la guerra. En lloc de fer canvis en la convenció de noms, la construcció original de SiPo, Gestapo i Kripo no es pot entendre completament com a "entitats discretes", ja que finalment van formar "un conglomerat en el qual cadascuna estava casada entre si i la SS a través del seu servei de seguretat, la SD ".
La creació de la RSHA va representar la formalització, al màxim nivell, de la relació sota la qual la SD va ser l'agència d'intel·ligència de la policia de seguretat. Hi havia una coordinació similar a les oficines locals. Dins d'Alemanya i les àrees que es van incorporar al Reich a efectes d'administració civil, les oficines locals de la Gestapo, la policia criminal i SD estaven formalment separades. Tot i així, estaven subjectes a la coordinació per part dels inspectors de la policia de seguretat i de la SD de les plantilles de les SS superiors locals i dels líders policials, i una de les funcions principals de les unitats de SD locals era servir d'agència d'intel·ligència per a la localitat. Unitats Gestapo. Als territoris ocupats, la relació formal entre unitats locals de la Gestapo, la policia criminal i SD era una mica més estreta.
La Gestapo va passar a denominar-se RSHA Amt IV ("Departament o Oficina IV") amb Heinrich Müller com a cap. El gener de 1943, Himmler va nomenar Ernst Kaltenbrunner RSHA cap; gairebé set mesos després que Heydrich hagués estat assassinat. Els departaments interns específics de l' Amt IV eren els següents:
- Departament A (opositors polítics)
  - Comunistes (A1)
  - Contra-sabotatge (A2)
  - Reaccionaris, liberals i oposició (A3)
  - Serveis de protecció (A4)
- Departament B (Sectes i Esglésies)
  - Catolicisme (B1)
  - Protestantisme (B2)
  - Maçons i altres esglésies (B3)
  - Afers jueus (B4)
- Departament C (Administració i Afers del Partit), oficina administrativa central de la Gestapo, responsable dels fitxers de la targeta de tot el personal, inclosos els funcionaris.
  - Fitxers, targeta, índexs, informació i administració (C1)
  - Custòdia de protecció (C2)
  - Gabinet de premsa (C3)
  - Afers del NSDAP (C4)
- Departament D (Territoris Ocupats), administració per a regions fora del Reich .
  - Afers de protectorat, Protectorat de Bohèmia i Moràvia, regions de Iugoslàvia, Grècia (D1)
    - Primer destacament especial de combat de Belgrad

  - Govern general (D2)
  - Oficina confidencial: estrangers hostils, emigrants (D3)
  - Territoris ocupats: França, Bèlgica, Holanda, Noruega, Dinamarca (D4)
  - Territoris orientals ocupats (D5)
- Departament E (Seguretat i contraintel·ligència)
  - Al Reich (E1)
  - Política i formació econòmica (E2)
  - Oest (E3)
  - Escandinàvia (nord) (E4)
  - Est (E5)
  - Sud (E6)

El 1941 es va crear el Referat N, l'oficina central de comandament de la Gestapo. No obstant això, aquests departaments interns van romandre i la Gestapo va continuar sent un departament sota el paraigua RSHA. Les oficines locals de la Gestapo, conegudes com Gestapo Leitstellen i Stellen , van respondre a un comandant local conegut com a Inspekteur der Sicherheitspolizei und des SD ("Inspector de la policia de seguretat i el servei de seguretat") que, al seu torn, estava sota el doble comandament del Referat N de la Gestapo i també del seu líder local de policia i SS.
En total, hi havia unes cinquanta-quatre oficines regionals de la Gestapo als estats federals alemanys. La Gestapo també mantenia oficines a tots els camps de concentració nazis, tenia un càrrec al personal de les SS i líders de la policia i subministrava personal, segons calgués, a formacions com els Einsatzgruppen. El personal assignat a aquestes funcions auxiliars sovint va ser apartat de la cadena de comandament de la Gestapo i va caure sota l'autoritat de les branques de les SS. Va ser el cap de la Gestapo, el SS-Brigadierführer Heinrich Müller, qui va mantenir Hitler al corrent de les operacions de matança a la Unió Soviètica i va donar ordres als quatre Einsatzgruppen que el seu treball continuat a l'est es "presentés al Führer."

### Carrera d'investigació criminal femenina
Segons la normativa dictada per l'Oficina Principal de Seguretat del Reich el 1940, les dones que havien estat formades en treball social o que tinguessin una educació similar podrien ser contractades com a dones detectives. Dones líders juvenils, advocades, administradores d'empreses amb experiència en treball social, dones líders del Reichsarbeitsdienst i administradores de personal del Bund Deutscher Mädel van ser contractades com a detectives després d'un curs d'un any, si tenien diversos anys d'experiència professional. Posteriorment, es van contractar infermeres, mestres d'escola bressol i empleats comercials formats amb aptituds per al treball policial com a detectives femenines després d'un curs de dos anys com a Kriminaloberassistentin i podien ascendir a Kriminalsekretärin. Després de dos o tres anys més en aquest grau, la dona detectiva podria avançar cap a Kriminalobersekretärin . També van ser possibles altres promocions a Kriminalkommissarin i Kriminalrätin.

## Membres

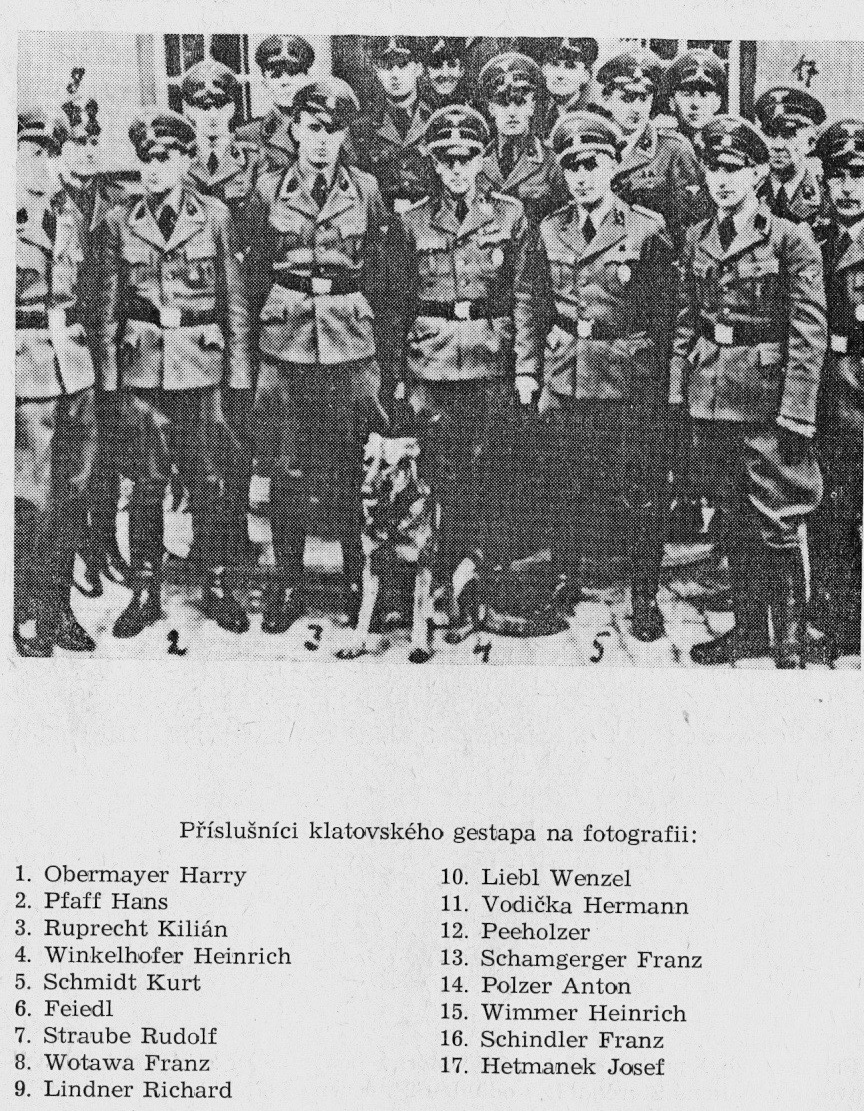
Membres de la Gestapo a Klatovy, Txecoslovàquia ocupada pels alemanys

Juntament amb diversos canvis organitzatius i el creixent abast de les tasques, el nombre d'empleats de la Gestapo va augmentar de manera constant. El 1933, quan l'Oficina de Policia Estatal Secreta, amb menys de 50 empleats, era una organització del personal per a la coordinació de les mesures repressives contra els opositors polítics durant el període de consolidació del règim, la Gestapo va presentar una imatge diferent. El 1933 no hi va haver una purga de les forces policials alemanyes. La gran majoria dels oficials de la Gestapo provenien de les forces policials de la República de Weimar; els membres de les SS, les SA i l'NSDAP també es van unir a la Gestapo però eren menys nombrosos Al març de 1937, la Gestapo donava feina a 6.500 persones en cinquanta-quatre oficines regionals a través del Reich. Es va afegir personal addicional el març de 1938 arran de l'annexió d'Àustria i de nou l'octubre de 1938 amb l'adquisició dels Sudets. El 1939, només 3.000 d'un total de 20.000 homes de la Gestapo tenien rangs SS i, en la majoria dels casos, eren honoraris. Un home que va servir a la Gestapo prussiana el 1933 va recordar que la majoria dels seus companys de feina "no eren de cap manera nazis. En la seva major part eren joves oficials de la funció pública..." Els nazis valoraven més la competència policial que la política, de manera que, en general, el 1933, gairebé tots els homes que servien a les diverses forces policials de l'Estat sota la República de Weimar es quedaven a la feina. A Würzburg, que és un dels pocs llocs d'Alemanya on van sobreviure la majoria dels registres de la Gestapo, tots els membres de la Gestapo eren policies de carrera o tenien antecedents policials. Per al 1941, 14.835 membres de la Gestapo estaven a la nòmina, però, al voltant de 4.000 es van utilitzar fora de l'imperi. Quan va esclatar la guerra, la Gestapo no només va ampliar les seves mesures de persecució espacial, sinó que també va lluitar contra nous grups d'opositors. Al final del Tercer Reich, hi havia menys de 31.000 homes que treballaven.
L'historiador canadenc Robert Gellately va escriure que la majoria dels homes de la Gestapo no eren nazis, però al mateix temps no s'oposaven al règim nazi, al qual estaven disposats a exercir, en qualsevol tasca que se'ls cridés a realitzar. Amb el pas del temps, la pertinença a la Gestapo va incloure formació ideològica, sobretot quan Werner Best va assumir un paper principal per a la formació a l'abril de 1936. Emprant metàfores biològiques, Best va emfatitzar una doctrina que animava els membres de la Gestapo a veure's a si mateixos com a "metges" per el "cos nacional" en la lluita contra els "patògens" i les "malalties"; entre les malalties implicades hi havia "comunistes, maons i les esglésies, i per sobre i darrere de tots aquests, hi havia els jueus". Heydrich va pensar en línies similars i va defensar mesures defensives i ofensives per part de la Gestapo, per evitar qualsevol subversió o destrucció del cos nacionalsocialista.
Tant si es va formar com a policia originalment com si no, els agents de la Gestapo estaven formats pel seu entorn sociopolític. L'historiador George C. Browder sosté que hi va haver un procés en quatre parts (autorització , reforç, rutinització i deshumanització ) que va legitimar l'atmosfera psicosocial que condicionava els membres de la Gestapo a la violència radicalitzada. Browder també descriu un efecte sandvitx, des de dalt; els agents de la Gestapo van ser sotmesos a un racisme orientat ideològicament i teories biològiques criminals; i des de baix, la Gestapo va ser transformada per personal de les SS que no tenien la formació adequada de la policia, cosa que mostrava la seva propensió a la violència sense restriccions. Aquesta mescla sens dubte va configurar la imatge pública de la Gestapo que van intentar mantenir malgrat la seva creixent càrrega de treball; una imatge que els ajudava a identificar i eliminar els enemics de l'estat nazi.

## Ràtio de població, mètodes i efectivitat
Contràriament a la creença popular, la Gestapo no era l'agència omnipotent i omnipotent de la societat alemanya. A l'Alemanya pròpiament dita, moltes ciutats tenien menys de 50 funcionaris oficials de la Gestapo. Per exemple, el 1939 Stettin i Frankfurt del Main només comptaven amb un total de 41 homes de la Gestapo. A Düsseldorf , l'oficina local de la Gestapo de només 281 homes era responsable de tota la regió del Baix Rin, que comprenia 4 milions de persones. Els "homes en V", com es coneixien els agents encoberts de la Gestapo, s'utilitzaven per infiltrar-se en el grup socialista del Partit Socialdemòcrata d'Alemanya (SPD) i els grups comunistes d'oposició, però aquesta era més l'excepció que la norma. L'oficina de la Gestapo a Saarbrücken tenia 193 informadors a termini complet el 1939. L'oficina del districte de Nuremberg , que tenia la responsabilitat de tot el nord de Baviera, va emprar un total de 80-100 informadors a termini complet entre 1943 i 1945. La majoria de Els informadors de la Gestapo no eren informadors a llarg termini que treballaven sota secret, sinó que eren ciutadans més comuns que van optar per denunciar altres persones a la Gestapo.
Segons l'anàlisi de l' historial canadenc Robert Gellately sobre les oficines locals establertes, la Gestapo estava formada, en la seva major part, per buròcrates i treballadors clericals que depenien de les denúncies dels ciutadans per obtenir informació. Gellately va argumentar que era a causa de la disposició generalitzada dels alemanys a informar-se els uns als altres a la Gestapo que Alemanya entre 1933 i 1945 va ser un exemple excel·lent de panopticisme. La Gestapo —de vegades— estava desbordada de denúncies i la major part del seu temps es dedicava a resoldre el que fos creïble de les denúncies menys creïbles. Moltes de les oficines locals tenien poc personal i feien massa feina, lluitant amb la càrrega de paper causada per tantes denúncies. Gellately també ha suggerit que la Gestapo era "una organització reactiva ... construïda dins de la societat alemanya i el funcionament del qual depenia estructuralment de la cooperació continuada dels ciutadans alemanys".
Després de 1939, quan molts efectius de la Gestapo van ser convocats per a treballs relacionats amb la guerra, com ara servei amb els Einsatzgruppen, el nivell de treball excessiu i insuficient a les oficines locals va augmentar. Per obtenir informació sobre el que estava passant a la societat alemanya, la Gestapo va continuar depenent principalment de les denúncies. El 80% de totes les investigacions de la Gestapo es van iniciar en resposta a la informació proporcionada per les denúncies dels alemanys ordinaris; mentre que un 10% es va iniciar en resposta a la informació proporcionada per altres branques del govern alemany i un altre 10% va començar en resposta a informació que la mateixa Gestapo va descobrir. La informació proporcionada per les denúncies sovint va portar la Gestapo a determinar qui va ser arrestat.
La imatge popular de la Gestapo amb els seus espies terroritzant la societat alemanya a tot arreu ha estat rebutjada per molts historiadors com un mite inventat després de la guerra com a tapa de la complicitat generalitzada de la societat alemanya en permetre que la Gestapo funcioni. Treball realitzat per historiadors socials com Detlev Peukert, Robert Gellately, Reinhard Mann , Inge Marssolek , René Otto , Klaus-Michael Mallamann i Paul Gerhard , que al centrar-se en el que feien les oficines locals ha demostrat la dependència gairebé total de denúncies dels alemanys comuns, i molt desacreditada com més vell "Imatge del Gran Germà amb la Gestapo amb els ulls i les orelles a tot arreu. Per exemple, dels 84 casos a Würzburg de Rassenschande ("contaminació de la raça" —relacions sexuals amb no aris), 45 (54%) es van iniciar a resposta a les denúncies de la gent normal, dues (2%) per informació proporcionada per altres branques del govern, 20 (24%) mitjançant informació obtinguda durant els interrogatoris de persones relacionades amb altres assumptes, quatre (5%) a partir d'informació de (nazi) organitzacions del NSDAP, dues (2%) durant les avaluacions "polítics" i 11 (13%) no tenen una font que apareix mentre que cap es van iniciar per la Gestapo " pròpies 'observacions' s de la gent de Würzburg.
Un examen de 213 denúncies a Düsseldorf va mostrar que el 37% estava motivat per conflictes personals, no es podia establir cap motiu en un 39% i el 24% estava motivat pel suport al règim nazi. La Gestapo sempre va mostrar un especial interès en les denúncies relacionades amb qüestions sexuals, especialment en casos relacionats amb Rassenschande amb jueus o entre alemanys i estrangers, en particular treballadors d'esclaus polonesos; la Gestapo va aplicar mètodes encara més durs als treballadors estrangers del país, especialment als de Polònia, jueus, catòlics i homosexuals. Amb el pas del temps, les denúncies anònimes a la Gestapo van causar problemes a diversos funcionaris del NSDAP , que sovint es trobaven investigats per la Gestapo.
Dels casos polítics, 61 persones van ser investigades per sospita de pertànyer al KPD, 44 per al SPD i 69 per a altres partits polítics. La majoria de les investigacions polítiques van tenir lloc entre 1933 i 1935, amb el màxim històric de 57 casos el 1935. Després d'aquest any, les investigacions polítiques van disminuir amb només 18 investigacions el 1938, 13 el 1939, dues el 1941 , set el 1942, quatre el 1943 i un el 1944. L'altra categoria associada a l'inconformisme incloïa tot, des d'un home que va dibuixar una caricatura de Hitler fins a un mestre catòlic sospitós d'estar tebi sobre l'ensenyament del nacionalsocialisme a la seva aula. Es tractava de la categoria de "control administratiu" que incompleix la llei de residència a la ciutat. La categoria de "criminalitat convencional" es referia a delictes econòmics com el blanqueig de diners, el contraban i l'homosexualitat.
Els mètodes normals d'investigació incloïen diverses formes de xantatge, amenaces i extorsions per assegurar "confessions". Més enllà d'això, la privació del son i diverses formes d'assetjament es van utilitzar com a mètodes d'investigació. Si no, la tortura i plantació de proves eren mètodes habituals per resoldre un cas, especialment si el cas es referia a algú jueu. La brutalitat per part dels interrogadors —sovint motivada per denúncies i seguida de recol·leccions— va permetre a la Gestapo descobrir nombroses xarxes de resistència; també els feia semblar que ho sabien tot i que podien fer tot el que volguessin.
Tot i que el nombre total de funcionaris de la Gestapo era limitat quan es contrastava amb les poblacions representades, la mitjana Volksgenosse (terme nazi per al "membre del poble alemany") normalment no estava sota observació, de manera que la proporció estadística entre funcionaris de la Gestapo i habitants és "en gran part" sense valor i de poca importància "segons alguns estudiosos recents. Com va remarcar l'historiador Eric Johnson, "El terror nazi era un terror selectiu", amb el focus en els oponents polítics, els dissidents ideològics (clergues i organitzacions religioses), els criminals de carrera, la població sinti i gitana, les persones amb discapacitat, els homosexuals i sobretot, sobre els jueus. El "terror selectiu" de la Gestapo, tal com va esmentar Johnson, també està recolzat per l'historiador Richard Evans que afirma que "la violència i la intimidació poques vegades van tocar la vida de la majoria dels alemanys ordinaris. La denúncia era l'excepció, no la regla, en la mesura que el comportament de la gran majoria dels alemanys estava preocupat." La participació d'alemanys corrents en les denúncies també s'ha de posar en perspectiva per no exonerar la Gestapo. Com Evans deixa clar, "... no va ser el poble alemany normal qui es va dedicar a la vigilància, va ser la Gestapo; no va passar res fins que la Gestapo va rebre una denúncia i va ser l'única recerca activa de la desviació i la dissidència de la Gestapo. cosa que donava sentit a les denúncies ".L'eficàcia de la Gestapo es va mantenir en la capacitat de "projectar" l'omnipotència ... van optar per l'assistència de la població alemanya utilitzant denúncies al seu favor; demostrant al final un òrgan de terror poderós, despietat i eficaç sota el règim nazi que aparentment era a tot arreu." Finalment, l'eficàcia de la Gestapo, tot i que va ser ajudada per les denúncies i l'atenta mirada dels alemanys ordinaris, va ser més el resultat de la coordinació i la cooperació enmig dels diversos òrgans policials d'Alemanya, l'assistència de les SS i la el suport de les diverses organitzacions del partit nazi; tots ells junts formant una xarxa de persecució organitzada.

## Operacions als territoris ocupats pels nazis
Com a instrument de poder, terror i repressió nazi, la Gestapo va operar a tota l'Europa ocupada. Igual que les seves organitzacions afiliades, les SS i la SD, la Gestapo "va tenir un paper principal" en l'esclavització i la deportació dels treballadors del territori ocupat, la tortura i l'execució de civils, la selecció i l'assassinat de jueus i la subjecció dels presos de guerra aliats a tractament terrible. Amb aquesta finalitat, la Gestapo era "un component vital tant en la repressió nazi com en l'Holocaust." Un cop els exèrcits alemanys van avançar cap al territori enemic, van ser acompanyats per Einsatzgruppen dotats d'oficials de la Gestapo i Kripo, que normalment operaven a les zones posteriors per administrar i controlar la terra ocupada. Sempre que una regió quedava totalment sota jurisdicció ocupacional militar alemanya, la Gestapo administrava totes les accions executives sota l'autoritat del comandant militar, tot i que operava relativament independent d'ella.
L'ocupació significava administració i policia, un deure assignat a les SS, la SD i la Gestapo fins i tot abans de començar les hostilitats, com era el cas de Txecoslovàquia. En correspondència, les oficines de la Gestapo es van establir en un territori un cop ocupat. Alguns locals van ajudar la Gestapo, ja sigui com a auxiliars de policia professionals o en altres funcions. Tot i això, les operacions realitzades per membres alemanys de la Gestapo o auxiliars de col·laboradors voluntaris d'altres nacionalitats eren inconsistents tant en la disposició com en l'eficàcia. Es necessitaven diferents graus de pacificació i mesures policials d'aplicació a cada lloc, en funció de la cooperació o resistència dels locals amb els mandats nazis i les polítiques racials.
Al llarg dels territoris orientals, la Gestapo i altres organitzacions nazis van optar per l'assistència d'unitats de policia indígenes, gairebé totes uniformades i capaces de dur a terme accions dràstiques. Molts membres del personal de policia auxiliar que operava en nom de la Policia de l'Ordre Alemanya, la SD i la Gestapo eren membres de la Schutzmannschaft , que incloïa personal d'ucraïnesos, bielorussos, russos, estonians, lituans i letons. Mentre que en molts països els nazis ocupaven a l'Est, les forces policials locals van complementar les operacions alemanyes, va assenyalar l'historiador de l'Holocaust, Raul Hilberg, que "els de Polònia estaven menys implicats en accions antijueves." Tot i això, les autoritats alemanyes van ordenar la mobilització de les forces policials poloneses de reserva, conegudes com a Policia Blava, que van reforçar la presència de la policia nazi i van desenvolupar nombroses funcions de "policia"; en alguns casos, els seus funcionaris fins i tot van identificar i arrodonir jueus o van realitzar altres tasques desagradables en nom dels seus amos alemanys.
A llocs com Dinamarca, hi havia uns 550 danesos uniformats a Copenhaguen treballant amb la Gestapo, patrullant i atemorint la població local a instàncies dels seus supervisors alemanys, molts dels quals van ser arrestats després de la guerra. Altres civils danesos, com en molts llocs d'Europa, van actuar com a informants de la Gestapo, però això no s'hauria de veure com un suport de tot cor al programa nazi, ja que els motius de la cooperació eren diversos. Mentre que a França, el nombre de membres a la Carlingue (Gestapo francesa) que treballaven en nom dels nazis era superior a 30.000 a 32.000; van realitzar operacions gairebé indistingibles dels seus equivalents alemanys.

## Final
A mesura que els aliats s'apropaven per tots els fronts cap a l'interior d'Alemanya, la institució anava desapareixent. El matí del 3 de febrer de 1945, els avions nord-americans van emprendre un feroç bombardeig sobre Berlín, centrant-se en la zona governamental i provocant la matança de tres mil berlinesos. En l'atac es van veure afectats la Cancelleria del Reich, la del Partit Nazi, el Quarter General de la Gestapo i el Tribunal del Poble.
A partir dels primers dies del mes d'abril els funcionaris de la Gestapo començaren a cremar documents i arxius als patis de l'edifici. El dia 29 del mateix mes, la 301 divisió de fusellers dirigida pel coronel soviètic Aleksei Antónov llançà un assalt amb dues companyies que li permeté d'hissar la bandera roja a l'edifici de la Gestapo, però van haver de replegar-se per un contraatac de les SS que els va fer retrocedir sense poder alliberar els darrers set presos polítics que havien estat capturats el 23 d'abril.
A les runes de l'edifici s'instal·là una unitat d'homes de les SS francesos comandats pel SS Hauptsturmführer Henri Fenet que van ser els encarregats de resistir i defensar l'indret fins al moment d'arribar les tropes soviètiques.
Durant la nit de l'1 de maig, els homes de les SS van traslladar els detinguts de la presó principal al soterrani i en mataren un, un oficial de la Wehrmacht. El 2 de maig l'edifici va ser pres pels soviètics, que n'alliberaren els detinguts i els donaren menjar. Però a un soldat rus se li escapà un tret i matà accidentalment a l'ex Gauleiter Joseph Wagner, que havia caigut en mans dels nazis.

## Judicis de Nuremberg

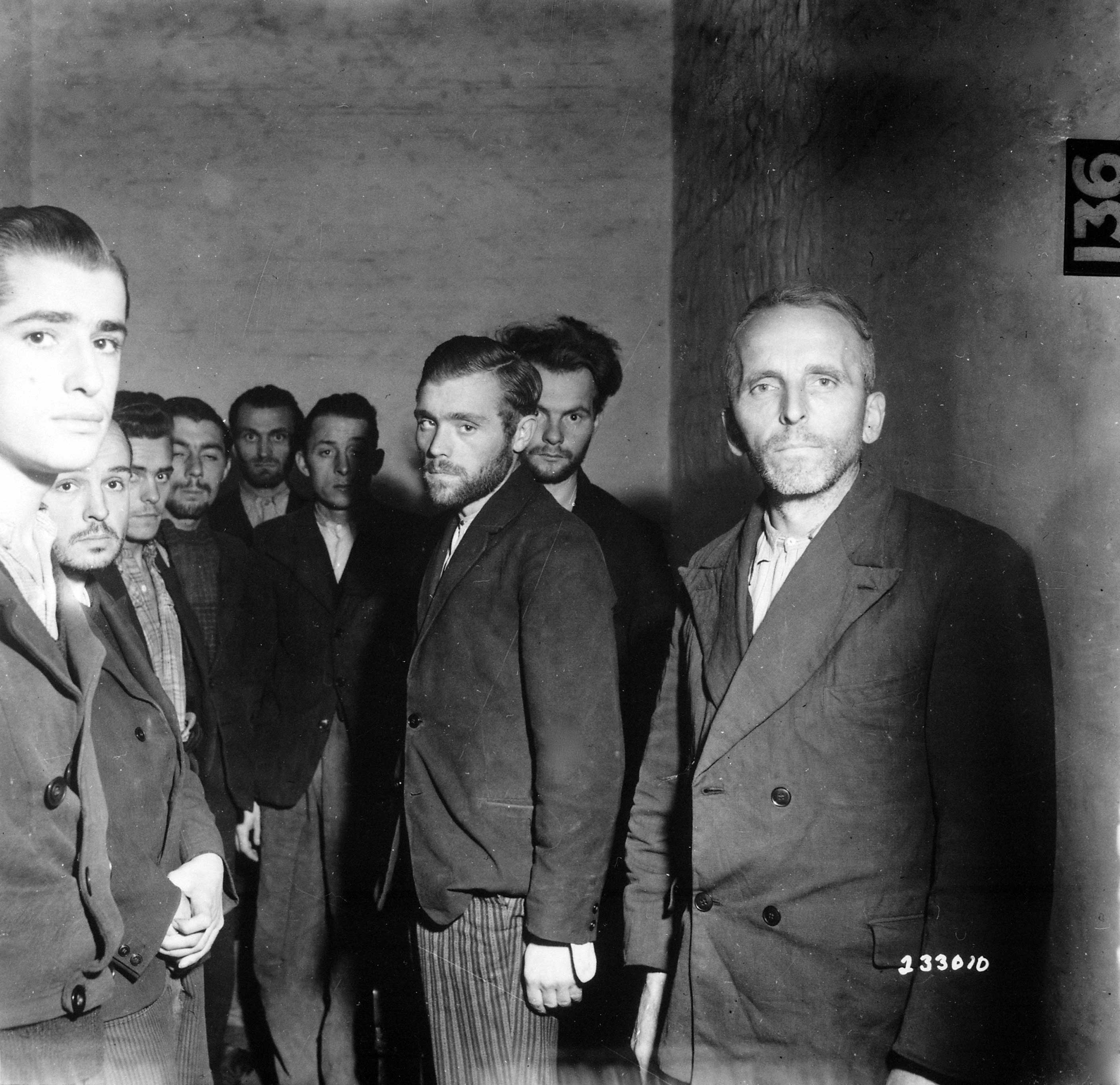
Agents alemanys de la Gestapo arrestats després de l'alliberament de Lieja, Bèlgica, apareixen a la foto a una cel·la de la Ciutadella de Lieja, l'octubre de 1944

Entre el 14 de novembre de 1945 i el 3 d'octubre de 1946, els aliats van establir un Tribunal Militar Internacional (IMT) per jutjar 22 principals criminals de guerra nazis i sis grups per crims contra la pau, crims de guerra i crims contra la humanitat. Dinou dels 22 van ser condemnats i dotze: Martin Bormann (in absentia), Hans Frank, Wilhelm Frick, Hermann Göring, Alfred Jodl, Ernst Kaltenbrunner, Wilhelm Keitel, Joachim von Ribbentrop, Alfred Rosenberg, Fritz Sauckel, Arthur Seyss-Inquart, Julius Streicher: se'ls va imposar la pena de mort. Tres — Walther Funk, Rudolf Hess i Erich Raeder— van rebre penes de cadena perpètua; i els quatre restants — Karl Dönitz, Konstantin von Neurath, Albert Speer i Baldur von Schirach— van rebre sentències de presó més curtes. Tres altres, Hans Fritzsche, Hjalmar Schacht i Franz von Papen, van ser absolts. En aquell moment, la Gestapo va ser condemnada com una organització criminal, juntament amb les SS. H No obstant això, el líder de la Gestapo, Heinrich Müller, mai no va ser jutjat, ja que va desaparèixer al final de la guerra.
Els líders, organitzadors, investigadors i còmplices que participaven en la formulació o l'execució d'un pla comú o conspiració per cometre els delictes especificats van ser declarats responsables de tots els actes realitzats per qualsevol persona en l'execució d'aquest pla. Les posicions oficials dels acusats com a caps d'estat o titulars d'alts càrrecs governamentals no havien d'alliberar-los de responsabilitats ni mitigar el seu càstig; ni el fet que un acusat actués d'acord amb una ordre d'un superior per excusar-lo de la responsabilitat, tot i que el TMI podria considerar-ho en la mitigació del càstig.
En el judici de qualsevol membre individual de qualsevol grup o organització, el TMI va ser autoritzada a declarar (en relació amb qualsevol acte del qual l'individu va ser condemnat) que el grup o organització al qual pertanyia era una organització criminal. Quan es va declarar criminal un grup o organització, l'autoritat nacional competent de qualsevol signant tenia el dret de portar a judici persones per pertànyer a aquesta organització, amb la prova del caràcter criminal del grup o organització suposat.
Posteriorment, el TMI va condemnar tres dels grups: el cos de direcció nazi, les SS (inclosa la SD) i la Gestapo. Els membres de la Gestapo Hermann Göring, Ernst Kaltenbrunner i Arthur Seyss-Inquart van ser condemnats individualment. Tot i que tres grups van ser absolts de càrrecs col·lectius de crims de guerra, això no va alliberar els membres individuals d'aquests grups de la condemna i el càstig en virtut del programa de desnazificació. Els membres dels tres grups condemnats, però, van ser objecte d'aprehensió per part de Gran Bretanya, els Estats Units, la Unió Soviètica i França.Aquests grups, el partit nazi i la direcció del govern, l'Estat Major i Alt Comandament alemany (OKW); les Sturmabteilung (SA); les Schutzstaffel (SS), inclòs el Sicherheitsdienst (SD); i la Gestapo, amb una afiliació total superior als dos milions, cosa que fa que un gran nombre dels seus membres passin a judici quan les organitzacions van ser condemnades.

## Seqüeles
Vegeu també: Ratlines (conseqüències de la Segona Guerra Mundial)
El 1997, Colònia va transformar l'antiga seu regional de la Gestapo a Colònia —EL-DE Haus—en un museu per documentar les accions de la Gestapo.
Després de la guerra, el cos de contraintel·ligència dels Estats Units va contractar a l'ex cap de la Gestapo de Lió Klaus Barbie pels seus esforços anticomunistes i també el va ajudar a fugir a Bolívia.

## Líders
| Nom                           | Imatge | Inici del mandat       | Final del mandate      | Temps ocupant el càrrec |
| ----------------------------- | ------ | ---------------------- | ---------------------- | ----------------------- |
| Rudolf Diels (1900-1957)      |        | 26 d'abril de 1933     | 20 d'abril de 1934     | 11 mesos                |
| Reinhard Heydrich (1904-1942) |        | 22 d'abril de 1934     | 27 de setembre de 1939 | 5 anys, 5 mesos         |
| Heinrich Müller (1900-1945)   |        | 27 de setembre de 1939 | Maig de 1945           | 5 anys, 7 mesos         |

## Principal agents i oficials
- Heinrich Baab (SiPo-SD Frankfurt)
- Klaus Barbie (SiPo-SD Lyon)
- Werner Best (SiPo-SD Copenhagen)
- Karl Bömelburg (cap de la Gestapo, sud de França)
- Theodor Dannecker (SiPo-SD Paris)
- Rudolf Diels (cap de la Gestapo, 1933–1934)
- Adolf Eichmann (RSHA Berlin)
- Gerhard Flesch
- Hermann Göring (fundador de la Gestapo)
- Viktor Harnischfeger (comissari penal de la Gestapo de Düsseldorf)
- Reinhard Heydrich (SD, SiPo, cap de la Gestapo 1934-1939, cap de RSHA 1939-1942)
- Heinrich Himmler (Reichsführer-SS)
- Ernst Kaltenbrunner (cap RSHA 1943-1945)
- Herbert Kappler (cap de SD de Roma)
- Werner Knab
- Helmut Knochen (Paris)
- Kurt Lischka (Paris)
- Ernst Misselwitz (Hauptscharführer SiPo-SD Paris)
- Heinrich Müller (cap de la Gestapo, 1939-1945)
- Karl Oberg (Paris)
- Pierre Paoli (cap de la Gestapo, França central)
- Oswald Poche (cap de l'estació de Frankfurt Lindenstrasse)
- Henry Rinnan (agent noruec)
- Karl Eberhard Schöngarth
- Max Wielen

## Rangs i uniformes
La Gestapo era una agència secreta de paisà i els agents solien portar vestits civils. Hi havia protocols estrictes que protegien la identitat del personal de camp de la Gestapo. Quan se li va sol·licitar la identificació, un agent només va haver de presentar el disc de garantia i no una identificació amb fotografia. Aquest disc identificava l'operatiu com a membre de la Gestapo sense revelar informació personal, excepte quan un funcionari autoritzat ho ordenés.
El personal de Leitstellung (oficina del districte) portava l'uniforme gris de servei de SS, però amb espatlles amb patrons de policia i insígnies de rang SS al pegat esquerre. El pegat dret del coll era negre sense les runes. La insígnia de diamant de màniga SD (SD Raute) la portaven a la màniga inferior esquerra, fins i tot els homes de SiPo que no estaven a la SD. Els uniformes que portaven els homes de la Gestapo assignats als Einsatzgruppen als territoris ocupats, al principi eren indistingibles de l'uniforme de camp de les Waffen-SS. Les queixes de la Waffen-SS van provocar el canvi de tauler d'insígnia de rang de les de la Waffen-SS a les de l'Ordnungspolizei.
La Gestapo mantenia rangs de detectius policials que s'utilitzaven per a tots els agents, tant dels que eren com dels que no eren membres de la SS.
| Carrera júnior            | Carrera sènior                                                            | Equivalent Orpo        | Equivalent SS       |
| ------------------------- | ------------------------------------------------------------------------- | ---------------------- | ------------------- |
| Kriminalassistentanwärter |                                                                           | Wachtmeister           | Unterscharführer    |
| apl. Kriminalassistent    |                                                                           | Oberwachtmeister       | Scharführer         |
| Kriminalassistent         |                                                                           | Revieroberwachtmeister | Oberscharführer     |
| Kriminaloberassistent     |                                                                           | Hauptwachtmeister      | Hauptscharführer    |
| Kriminalsekretär          |                                                                           | Meister                | Sturmscharführer    |
| Kriminalobersekretär      | Hilfskriminalkommissar Kriminalkommissar auf Probe apl. Kriminalkommissar | Leutnant               | Untersturmführer    |
| Kriminalinspektor         | Kriminalkommissaramb menys de tres anys en aquest rang                    | Oberleutnant           | Obersturmführer     |
|                           | Kriminalkommissar Kriminalrat with less than three years in that rank     | Hauptmann              | Hauptsturmführer    |
|                           | Kriminalrat Kriminaldirektor Regierungs- und Kriminalrat                  | Major                  | Sturmbannführer     |
|                           | Oberregierungs- u. Kriminalrat                                            | Oberstleutnant         | Obersturmbannführer |
|                           | Regierungs- u. Kriminaldirektor Reichskriminaldirektor                    | Oberst                 | Standartenführer    |

Carrera júnior = einfacher Vollzugsdienst der Sicherheitspolizei (Laufbahn U 18: SS-Unterführer der Sicherheitspolizei und des SD) .
Carrera sènior = leitender Vollzugsdienst der Sicherheitspolizei (Laufbahn XIV: SS-Führer der Sicherheitspolizei und des SD) .
Insígnia de rang
| Sicherheitspolizei                                      | Insígnia de rang | Sicherheitsdienst      |
| ------------------------------------------------------- | ---------------- | ---------------------- |
| Kriminalassistent                                       |                  | SS-Oberscharführer     |
| Kriminaloberassistent                                   |                  | SS-Hauptscharführer    |
| Kriminalsekretär                                        |                  | SS-Untersturmführer    |
| Kriminalobersekretär                                    |                  | SS-Untersturmführer    |
| Kriminalinspektor                                       |                  | SS-Obersturmführer     |
| Kriminalkommissar                                       |                  | SS-Obersturmführer     |
| Kriminalkommissar amb més de tres anys al rang          |                  | SS-Hauptsturmführer    |
| Kriminalrat                                             |                  | SS-Hauptsturmführer    |
| Kriminalrat amb més de tres anys al rang                |                  | SS-Sturmbannführer     |
| Kriminaldirektor                                        |                  | SS-Sturmbannführer     |
| Regierungs- und Kriminalrat                             |                  | SS-Sturmbannführer     |
| Oberregierungs- und Kriminalrat                         |                  | SS-Obersturmbannführer |
| Regierungs- und Kriminaldirektor Reichskriminaldirektor |                  | SS-Standartenführer    |
| Regierungs- und Kriminaldirektor Reichskriminaldirektor | SS-Oberführer    |                        |
| Source:                                                 | [ 171 ]          | [ 171 ]                |